# Wieża telewizyjna Ostankino
Wieża telewizyjna Ostankino (ros. Останкинская телебашня) – wieża telewizyjna w Moskwie. Została zbudowana w latach 1963–1967 dla uczczenia pięćdziesiątej rocznicy rewolucji październikowej. Zaprojektował ją Nikołaj Nikitin. Do roku 1974, w którym powstał maszt radiowy w Konstantynowie, była najwyższą budowlą na świecie (540 metrów). Fundamenty wieży sięgają 3,5 – 4,6 metra w głąb ziemi. W roku 2018 była najwyższą budowlą w Europie i ósmą pod względem wysokości na świecie.
27 sierpnia 2000 wieża Ostankino stanęła w ogniu. Akcja ratowniczo-gaśnicza trwała 26 godzin. W pożarze zginęły trzy osoby a nadawanie sygnału telewizyjnego przerwano na kilka dni.
25 maja 2007 w trakcie prac remontowych na wysokości 340 m od iskier wywołanych przez prace spawalnicze zapaliła się izolacja. Personel wieży został ewakuowany a pożar został opanowany w ciągu godziny.